# It Ain't Hard to Tell
It Ain't Hard to Tell è il secondo singolo tratto da Illmatic, primo album del rapper Nas.
Il singolo, molto famoso nel circuito underground, contiene campionamenti da Human Nature di Michael Jackson, NT di Kool & the Gang, Slow Dance di Stanley Clarke e Why Can't People Be Colours Too dei The Whatnaughts. It Ain't Hard to Tell è da sempre considerata come una delle pietre miliari dell'età dell'oro dell'hip hop ed è stata campionata da diversi artisti, tra gli altri Big L, Rakim, KRS-One, Eminem e Pete Rock.
Inoltre lo stesso Nas ha ripreso la traccia, campionandola anche nel singolo del 1999 Nas Is Like.

## Tracce

### Lato A
1. "It Ain't Hard to Tell" (Main Mix)

### Lato B
1. "It Ain't Hard to Tell" (Instrumental)
2. "It Ain't Hard to Tell" (A Cappella)